# 老衰
老衰（ろうすい、英語: Senility）とは、加齢により脳を含めた全臓器・細胞の力がバランスを保ちながらゆっくり命が続かなくなるレベルまで低下していき、最後に下顎呼吸後に死亡することである。現代の医療では、どんな病気だとしても、老衰を目指した治療やケアをしている。末期癌のように、自我や意識がありながら一部の臓器だけ極端に悪く苦痛を受け続けるのと異なり、意識が無いため苦痛そのものを知覚しない。そのため、最も苦痛の無い死に方であるとも言える。

## 定義
生物学的・医学的には加齢による老化に伴って個体を形成する細胞や組織の能力が低下することである。恒常性の維持が困難になることが原因である。

## 老衰死（医学）
老衰によって生命活動が終わること（死ぬこと）を、老衰死（ろうすいし）とも言う。加齢による老化に伴って個体を形成する細胞や組織の能力が低下し、多臓器不全により恒常性の維持・生命活動の維持ができなくなることが原因である。当然個人差はあるが、亡くなる数ヶ月前から前兆に入り、段階的な衰弱を経て最期を迎える。100歳や90代の超高齢者が老衰死をしやすい。
老衰による死を表す際に、平素の日本語では「寿命が来た（尽きた）」「天寿を全うした」「大往生」などとも表現する。

## 老衰死の認定
加齢による老化に伴って個体を形成する細胞や組織の能力が低下し、多臓器不全により恒常性の維持・生命活動の維持ができなくなり死亡したと判断された場合は、死亡診断書に直接的死亡原因として老衰と記載される。
加齢による老化に伴って個体を形成する細胞や組織の能力が低下している場合でも心不全や心筋梗塞、脳卒中、肺炎など何らかの疾患による死亡と診断される場合、死亡診断書には前記の疾患を直接的死亡原因として記載する。
直接死因が心不全であったとしても、その原因が老衰と判断される場合には死亡診断書に心不全の原因として老衰と書くことなどはある。死亡診断書の書き方については厚労省からマニュアルが作成されている。

## 死亡原因としての割合
老衰は世界保健機関（WHO）が死亡原因として認定、分類、統計している。日本の厚生労働省も同様に死亡原因として認定、分類、統計している。しかしながら、1948年にWHOにて採択された「国際疾病、傷害及び死因統計分類表」より、老衰は独立した項目ではなく、診断名不適当の状態として一括され、現在WHOで公表されている死因統計においては、老衰死は死因不明死亡数として処理されている。
日本における老衰による死亡者は、1947年（昭和22年）の約78,000人から2000年（平成12年）には約21,000人まで減少したが、21世紀に入ると反転し、2017年（平成29年）には約101,000人まで増加している。
2012年（平成24年）の日本の死亡者総数のうち4.8％でランク5位、80歳代前半までは死亡原因別ランク5位未満、80歳代後半の死亡者数のうち5.3％でランク5位、90歳代前半の死亡者数のうち11.0％でランク5位、90歳代後半の死亡者数のうち18.7％でランク2位、100歳以上の死亡者数のうち31.6％でランク1位である。また2018年には全死亡数に対して、老衰の割合は3位に上昇している。
日本経済新聞社は市区町村別の後期高齢者（75歳以上）1人当たり年間医療費と、厚労省の老衰死比率データ（2008～2012年）を分析。死因に占める老衰の比率が高い市区町村ほど医療費が低く、老衰で死亡するまでの介護費が増える傾向もないとの結果を2017年12月に公表した。